# Maxime Real del Sarte
Maxime Real del Sarte (Parigi, 2 maggio 1888 – Saint-Jean-de-Luz, 15 febbraio 1954) è stato uno scultore e politico francese.

## Biografia
Figlio dello scultore Louis Desire Real e di Magdeleine Real del Sarte, cugino della pittrice Thérèse Geraldy, fu anche imparentato con il compositore Georges Bizet. Si laureò alla École des Beaux-Arts e prese parte alla prima e alla seconda guerra mondiale; nel 1916 gli fu amputato un braccio.

### Scultore
Nel 1921, vinse il Grand Prix national des Beaux-Arts. Realizzò oltre cinquanta medaglie per le onorificenze di guerra e anche varie statue di Giovanna d'Arco. Inoltre, disegnò busti per Luigi Filippo Roberto d'Orléans.

### Politica

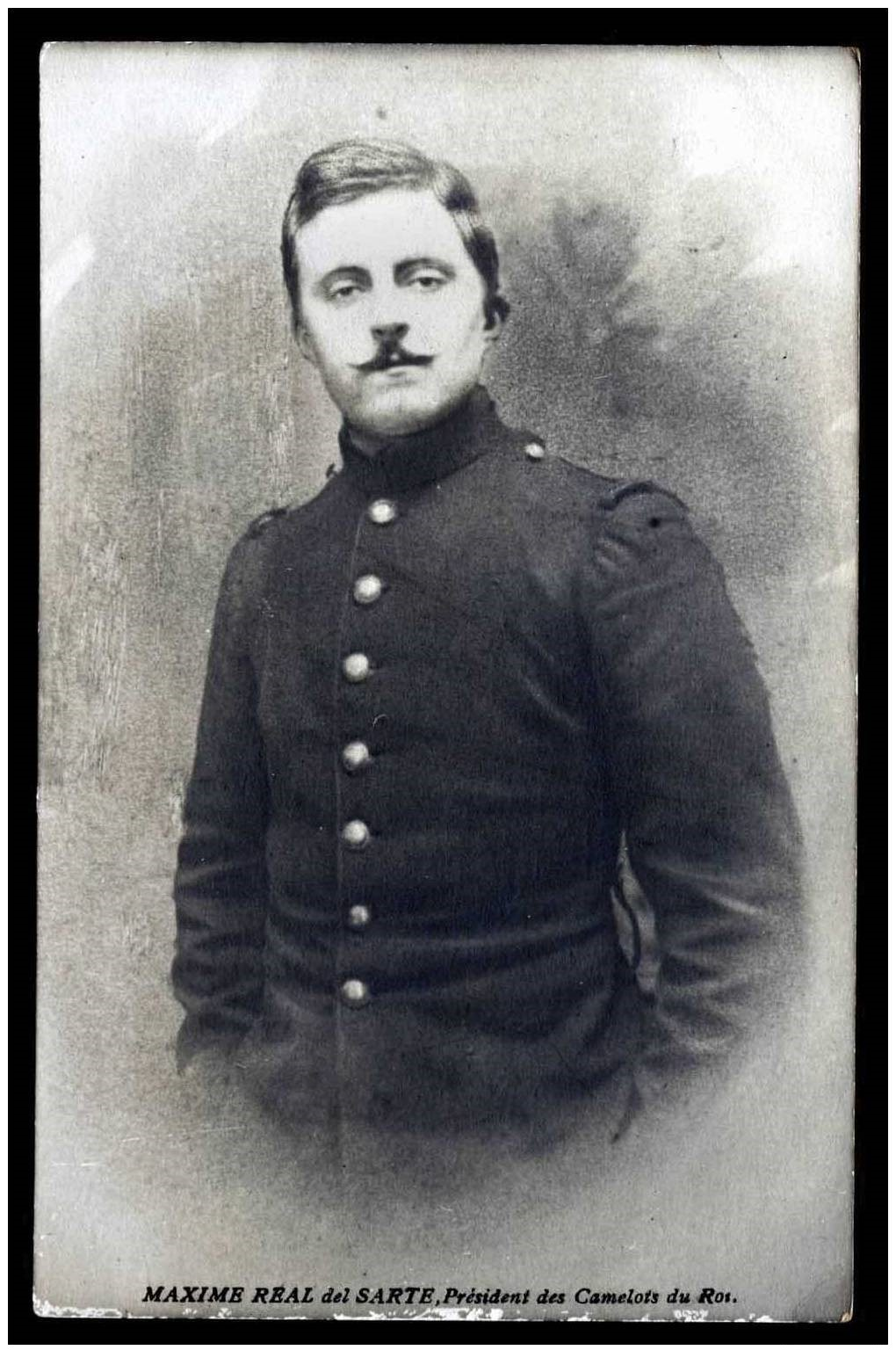
Un giovane Maxime, al tempo della militanza nelle file dei Camelots du Roi.

Militò nell'Action française, vicino alle posizioni di Charles Maurras, Léon Daudet, Jacques Bainville, Maurice Pujo, Henri Vaugeois e Léon de Montesquiou. Fondò e guidò l'organizzazione monarchica Camelots du Roi. Fu un devoto e fervente cattolico romano e un profondo ammiratore di Giovanna d'Arco, in onore della quale fondò l'associazione "Les Compagnons de Jeanne d'Arc". Quando venne a sapere che Francois Thalamas, un professore del Lycee Condorcet che non aveva una opinione positiva di Giovanna d'Arco, avrebbe tenuto delle lezioni alla Sorbona, si attivò con i suoi collaboratori per disturbarle. Il 6 febbraio 1934 fu ferito durante uno scontro anti-parlamentare.
Durante la seconda guerra mondiale, gli fu conferito l'Ordine della francisca dal regime di Vichy.